# 大ノ浦一廣
大ノ浦 一廣（おおのうら かずひろ、1925年10月21日 - 1987年3月26日）は、秋田県能代市出身で花籠部屋（入門時は二所ノ関部屋）に所属した大相撲力士。1950年代から1960年代にかけ、十両・幕内力士として活躍した。本名は水木 一廣（みずき かずひろ）。現役時代の体格は171cm、99kg。最高位は西前頭16枚目（1957年9月場所）。得意手は左四つ、投げ、二枚蹴り、足癖など。

## 来歴
若い頃から地元の素人相撲で活躍していたが、1947年秋に上京し、二所ノ関部屋へ入門。同年11月場所で初土俵を踏んだ。
同場所では番付外で全勝し、途中からは新序に昇格して相撲を取った。そこでも勝ち越したので、翌年5月場所の番付では序ノ口を飛び越して、序二段の地位に四股名が載った。
当初から四股名は、「大ノ浦」であった。初土俵の同期には、後の前頭・芳野嶺や同・神生山らがいる。
22歳で大相撲の世界に入った水木（大ノ浦）だったが、素人相撲出身ながら相撲経験が豊富だった事もあり、十両2場所目の1951年5月場所までは負け越しの場所もなく（ただし、五分の成績の場所はある）順調に出世した。しかし、怪我などもあって1953年1月場所で幕下に陥落し、2年半程幕下で低迷してしまった。
1952年、同郷の兄弟子・大ノ海（元前頭3）が引退後に創設した芝田山部屋（後、花籠部屋に改称）へ移籍。同じく兄弟子で後に横綱に昇進する若乃花（当時は「若ノ花」）との猛稽古でしっかり鍛えられた事によって、1955年より再び出世街道を歩み出した。
1955年9月場所で十両復帰を果たすと、4場所連続で勝ち越して1956年9月場所にて新入幕を遂げた。もうすぐ31歳になろうという年齢で、漸く叶えた入幕の夢であった。
体重100kgに満たない小兵力士であったが、愛嬌のある風貌とユーモラスな性格で、当時の花籠部屋のムードメーカー的役割を果たした。幕内には通算6場所在位したが、二桁勝利が無かった事もあって上位への進出は果たせずに終わっている。
1958年1月場所以降は幕内に返り咲けず、幕下に陥落して初日から休場した1960年5月場所を最後に34歳で引退し、年寄・二子山を襲名。以後は花籠部屋付きの親方として、後進の指導に努めた。
その後、1962年5月より年寄・音羽山に名跡変更したが、翌年11月場所限りで元小結・若ノ海に名跡を譲り渡して角界から離れた。
以降は、故郷で兄の事業を手伝った後、造園業に携ったという。
1987年3月26日死去。61歳没。

## 主な戦績
- 通算成績：317勝321敗19休 勝率.497
- 現役在位：51場所
- 幕内成績：39勝51敗 勝率.433
- 幕内在位：6場所
- 各段優勝
  - 三段目優勝：1回（1949年5月場所）

### 場所別成績
| | 一月場所 初場所（東京） | 三月場所 春場所（大阪） | 五月場所 夏場所（東京） | 七月場所 名古屋場所（愛知） | 九月場所 秋場所（東京） | 十一月場所 九州場所（福岡） |
| --- | ----------------------- | ----------------------- | ----------------------- | --------------------------- | ----------------------- | --------------------------- |
| 1947年 （昭和22年） | x                       | x                       | x                       | x                           | x                       | 新序 5–0                    |
| 1948年 （昭和23年） | x                       | x                       | 西序二段16枚目 4–2      | x                           | 東序二段2枚目 5–1       | x                           |
| 1949年 （昭和24年） | 西三段目11枚目 6–6      | x                       | 東三段目6枚目 優勝 13–2 | x                           | 西幕下14枚目 9–6        | x                           |
| 1950年 （昭和25年） | 西幕下9枚目 8–7         | x                       | 東幕下6枚目 9–6         | x                           | 西幕下3枚目 9–6         | x                           |
| 1951年 （昭和26年） | 東十両13枚目 9–6        | x                       | 東十両9枚目 8–7         | x                           | 西十両4枚目 4–11        | x                           |
| 1952年 （昭和27年） | 西十両9枚目 6–9         | x                       | 東十両13枚目 8–7        | x                           | 西十両11枚目 1–4–10     | x                           |
| 1953年 （昭和28年） | 西幕下2枚目 3–12        | 西幕下10枚目 2–6        | 西幕下19枚目 5–3        | x                           | 東幕下8枚目 4–4         | x                           |
| 1954年 （昭和29年） | 東幕下7枚目 4–4         | 東幕下6枚目 3–5         | 西幕下10枚目 3–5        | x                           | 東幕下14枚目 5–3        | x                           |
| 1955年 （昭和30年） | 東幕下8枚目 5–3         | 西幕下6枚目 5–3         | 東幕下2枚目 5–3         | x                           | 東十両22枚目 10–5       | x                           |
| 1956年 （昭和31年） | 西十両10枚目 11–4       | 西十両3枚目 8–7         | 東十両筆頭 9–6          | x                           | 東前頭21枚目 8–7        | x                           |
| 1957年 （昭和32年） | 西前頭17枚目 7–8        | 西前頭18枚目 7–8        | 西前頭18枚目 8–7        | x                           | 西前頭16枚目 4–11       | 東前頭21枚目 5–10           |
| 1958年 （昭和33年） | 東十両筆頭 3–12         | 西十両9枚目 6–9         | 西十両12枚目 10–5       | 西十両5枚目 8–7             | 東十両3枚目 6–9         | 西十両9枚目 4–11            |
| 1959年 （昭和34年） | 西十両15枚目 9–6        | 西十両9枚目 6–9         | 西十両12枚目 6–9        | 西十両16枚目 8–7            | 東十両15枚目 7–8        | 西十両17枚目 8–7            |
| 1960年 （昭和35年） | 西十両14枚目 8–7        | 東十両13枚目 3–11–1     | 西幕下3枚目 引退 0–0–8  | x                           | x                       | x                           |
| 各欄の数字は、「勝ち-負け-休場」を示す。 優勝 引退 休場 十両 幕下 三賞：敢=敢闘賞、殊=殊勲賞、技=技能賞 その他：★=金星 番付階級：幕内 - 十両 - 幕下 - 三段目 - 序二段 - 序ノ口 幕内序列：横綱 - 大関 - 関脇 - 小結 - 前頭（「#数字」は各位内の序列） |                         |                         |                         |                             |                         |                             |

### 幕内対戦成績
| 力士名         | 勝数 | 負数 | 力士名 | 勝数 | 負数 | 力士名 | 勝数 | 負数 | 力士名 | 勝数 | 負数 |
| -------------- | ---- | ---- | ------ | ---- | ---- | ------ | ---- | ---- | ------ | ---- | ---- |
| 東海           | 3    | 1    | 愛宕山 | 1    | 1    | 泉洋   | 4    | 2    | 及川   | 0    | 1    |
| 大瀬川         | 0    | 1    | 大起   | 1    | 2    | 大田山 | 1    | 1    | 大晃   | 0    | 1    |
| 小野錦         | 2    | 1    | 大蛇潟 | 0    | 3    | 神錦   | 2    | 0    | 起雲山 | 0    | 1    |
| 清恵波         | 3    | 2    | 国登   | 1    | 1    | 鯉ノ勢 | 0    | 2    | 潮錦   | 0    | 2    |
| 清水川         | 1    | 0    | 高錦   | 0    | 3    | 常ノ山 | 1    | 0    | 出羽錦 | 0    | 1    |
| 出羽ノ花       | 0    | 1    | 出羽湊 | 1    | 2    | 時錦   | 1    | 1    | 栃光   | 0    | 1    |
| 成山           | 0    | 2    | 羽嶋山 | 1    | 1    | 緋縅   | 1    | 0    | 平鹿川 | 1    | 1    |
| 広瀬川         | 2    | 2    | 福ノ海 | 2    | 0    | 双ツ龍 | 0    | 1    | 星甲   | 1    | 0    |
| 前ノ山(佐田岬) | 0    | 2    | 宮錦   | 2    | 4    | 八染   | 1    | 2    | 吉井山 | 2    | 0    |
| 芳野嶺         | 1    | 1    | 若瀬川 | 0    | 1    | 若葉山 | 1    | 2    |        |      |      |

## 四股名の変遷
- 大ノ浦（おおのうら、1948年5月場所）
- 能代海（のしろうみ、1948年10月場所-1950年5月場所）
- 大ノ浦（おおのうら、1950年9月場所-1953年1月場所）
- 水木（みずき、1953年3月場所-1954年1月場所）
- 大ノ浦（おおのうら、1954年3月場所-同年9月場所）
- 早風（はやかぜ、1955年1月場所-同年9月場所）
- 大ノ浦 一廣（おおのうら かずひろ、1956年1月場所-1957年11月場所）
- 大乃浦（おおのうら、1958年1月場所-1960年3月場所）
- 水木（みずき、1960年5月場所）

## 年寄変遷
- 二子山 一廣（ふたごやま かずひろ、1960年5月-1962年5月）
- 音羽山 一広（おとわやま かずひろ、1962年5月-1963年11月）